# Plestiodon lagunensis
Lo scinco dalla coda rosa (Plestiodon lagunensis (Van Denburgh, 1895))  è un rettile oviparo della famiglia degli Scincidi, diffuso in Messico (Baja California). È noto anche col nome di scinco di San Luca.

## Descrizione
È lungo dai 16 ai 20 cm ed è caratterizzato da una coda rosa, mentre il resto del corpo è di colore nero a strisce gialle. Non è chiara la funzione della coda rosa, ma si ipotizza che serva ad attirare i predatori verso l'estremità, sacrificabile, anziché verso le parti più vitali dell'animale.
La femmina di questo rettile può deporre da 2 a 6 uova. Se le uova sono minacciate, la madre le sposta in una nuova posizione.